# Václav Migas
Václav Migas (1944. szeptember 16. – 2000. szeptember 23.) csehszlovák válogatott cseh labdarúgó.

## Pályafutása

### A válogatottban
1969 és 1970 között 8 alkalommal szerepelt a csehszlovák válogatottban és 1 gólt szerzett. Részt vett az 1970-es világbajnokságon.

## Sikerei, díjai
Sparta Praha
- Csehszlovák bajnok (2): 1964–65, 1966–67
- Csehszlovák kupa (2): 1963–64, 1971–72
- Közép-európai kupa (1): 1964